# Atractus paucidens
Atractus paucidens — вид змій родини полозових (Colubridae). Ендемік Еквадору.

## Поширення і екологія
Atractus paucidens мешкають на північному заході Еквадору, в провінціях Есмеральдас, Санто-Домінго-де-лос-Тсачилас, Пічинчи і Котопахі. Вони живуть у вічнозелених вологих гірських тропічних лісах, у вторинних лісазх і на узліссях, на висоті від 200 до 1300 м над рівнем моря, переважно на висоті до 600 м над рівнем моря.

## Збереження
МСОП класифікує цей вид як вразливий. Atractus paucidens загрожує знищення природного середовища.